# Radoszyce (gmina w guberni radomskiej)
Radoszyce (od 1870 Grodzisko) – dawna gmina wiejska istniejąca do 1870 roku w guberni radomskiej. Siedzibą władz gminy było miasto Radoszyce, które stanowiło odrębną gminę miejską.
Za Królestwa Polskiego gmina Radoszyce należała do powiatu koneckiego w guberni radomskiej. 13 stycznia 1870 gmina została zniesiona w związku z przemianowaniem jednostki na gminę Grodzisko. Przyczyną tego manewru była utrata praw miejskich przez miasto Radoszyce i przekształceniu jego w wiejską gminę Radoszyce w granicach dotychczasowego miasta. Aby uniknąć dwóch jednostek wiejskich o tej samej nazwie, dotychczasową gminę Radoszyce przemianowano na gminę Grodzisko.
Uwaga! Współczesna gmina Radoszyce obejmuje obszary zarówno dawnej gminy Radoszyce jak i gminy Grodzisko.